# کورت شوماخر
کورت شوماخر (انگلیسی: Kurt Schumacher؛ زاده ۱۳ اکتبر ۱۸۹۵ – درگذشته ۲۰ اوت ۱۹۵۲) یک سیاست‌مدار اهل آلمان بود.